# NSU 6/30 PS
Der NSU 6/30 PS war ein PKW der Mittelklasse, den die Neckarsulmer Fahrzeugwerke Aktiengesellschaft im Jahre 1928 bauten. Er war das aus dem Rennwagen 6/60 PS Kompressor entwickelte Serienmodell.
Der wassergekühlte Motor war ein Sechszylinder-Reihenmotor, mit einem Hubraum von 1567 cm³ (Bohrung × Hub = 60,8 × 99 mm), der 30 PS (22 kW) bei 3000/min leistete. Dieser Motor hatte eine vierfach gelagerte Kurbelwelle, Batteriezündung, Druckumlaufschmierung und stehende Ventile in einem L-Zylinderkopf. Der Kraftstofftank lag hinten. Der Kraftstoff wurde durch Unterdruck nach vorne in den Vergaser gefördert. Die Motorkraft wurde über eine Lamellenkupplung im Ölbad, ein Dreiganggetriebe mit Mittelschaltung und eine Kardanwelle auf die Hinterräder übertragen. Der Radstand der Wagen betrug 2815 mm, ihre Spurweite 1250 mm und ihr Gewicht 1040 kg. Die Höchstgeschwindigkeit lag bei etwa 85 km/h.
NSU fertigte die Sechszylinderwagen im neuen Zweigwerk in Heilbronn. Dort entstanden auch die Karosserien für den 4-sitzigen Tourenwagen, die 4-sitzige Limousine und den Roadster mit 2+2 Sitzen. Die Karosserien für die Ganzstahllimousine kamen von Ambi-Budd in Berlin, die für den 2-sitzigen Roadster und das 2-sitzige Cabriolet von  Schebera, Drauz oder den Karosseriewerken Weinsberg.
Im Oktober 1928 löste das stärker motorisierte Modell 7/34 PS den 6/30 PS ab.

## Rekordfahrten
1928 legte ein NSU 6/30 PS auf dem Nürburgring innerhalb von 18 Tagen und Nächten ohne Unterbrechung und ohne Panne eine Strecke von 20.000 km zurück. 1930 führte der ADAC eine Langstreckenfahrt für kompressorlose Tourenwagen über 8 Stunden auf der gleichen Strecke durch. NSU nahm mit einem Modell 6/30 PS strafpunktfrei an dieser Fahrt teil und erhielt dafür den Teampreis „Große goldene Medaille“ mit Ehrendiplom.